# The Old Monk's Tale
The Old Monk's Tale è un cortometraggio muto del 1913 diretto da J. Searle Dawley.
Segna l'esordio cinematografico di Harold Lloyd, comparsa nel ruolo di un servitore indiano. L'attore non è accreditato nei titoli.

## Produzione
Il film fu prodotto dall'Edison Company e venne girato al Balboa Park - 1549 El Prado di San Diego in California.

## Distribuzione
Distribuito dalla General Film Company, il film - un cortometraggio in una bobina - uscì nelle sale degli Stati Uniti il 15 febbraio 1913.